# Сегидилья

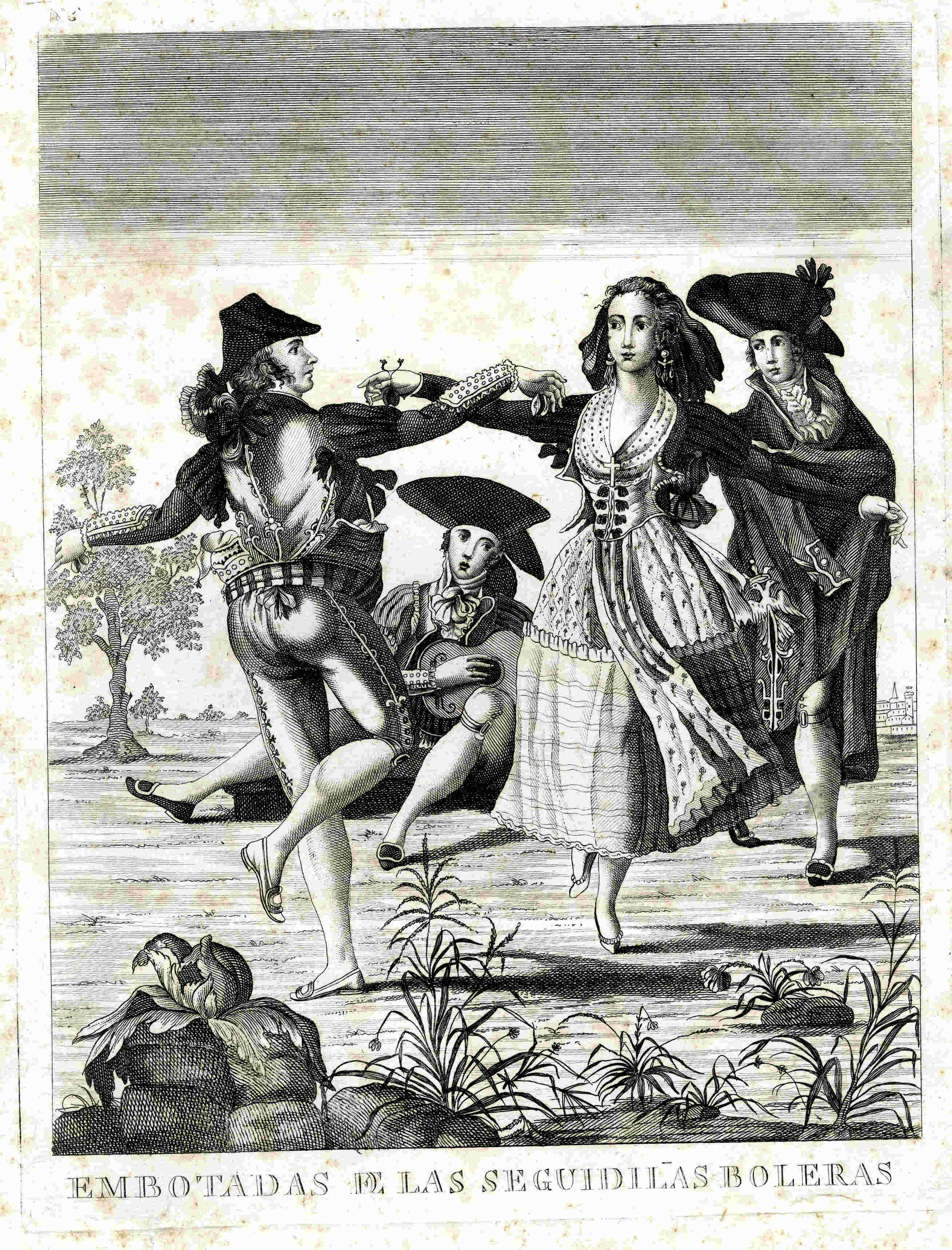
Танец сегидилья. (Гравюра XVIII века)

Сегиди́лья (исп. Seguidilla) — испанский народный танец, обычно сопровождающийся пением, и текстом этих песен.

## Общие сведения
Сегидилья представляет собой разновидность испанского танца в сопровождении песен. Возник в XV—XVI веках. Характерен для регионов испанской Кастильи, в частности, Кастилья-ла-Вьеха, района Мадрид и Кастилия-Леон.

## Особенности танца
Для мелодий сегидилья типичен мажор, иногда чередующийся параллельно идущим минором, размер 3/4, подвижный темп (allegro) и жизнерадостный характер. Тексты сопровождающих песен преимущественно имеют лирическое или шутливое содержание. Аккомпанирующие инструменты — кастаньеты, гитары, мандолины, лютни. Иногда участвуют флейты и барабаны.
Танцуется парами, которые могут смешиваться, образовывать круг и меняться. Исполняется на торжествах, подобных празднику сбора урожая.

## Особенности текста
Тексты сопровождающих песен преимущественно имеют лирическое или шутливое содержание с многократным повторением отдельных стихов строфы.

## В искусстве
Темы двух кастильских сегидилий использовал Михаил Глинка в своей Испанской увертюре № 2 «Воспоминания о летней ночи в Мадриде» (1848), законченной композитором в Санкт-Петербурге после возвращения из Испании. Другая известная сегидилья — ария Кармен в I действии одноимённой оперы Жоржа Бизе (1874).
Сегидилья, исполняемая мужским и женским кордебалетом, включена балетмейстером Мариусом Петипа, жившим в Испании в 1843—1846 годах, в I акт балета «Дон Кихот» (композитор Людвиг Минкус, 1869).